# Papa Evarist
Evarist (Antioquia, ? – Roma, c.106/107), alguna vegada anomenat Arist, va ser el cinquè bisbe de Roma i quart successor de sant Pere, des de l'any 97 fins al 105 o al 106/107.
Són poques les dades biogràfiques sobre aquest bisbe, a diferència d'altres de la mateixa època. La poca informació que hi ha és la del Liber Pontificalis i, tanmateix, les dades i disposicions que esmenta es consideren falses. Altrament, se li han atribuït obres escrites que han resultat ser apòcrifes.
El pontificat se situa aproximadament entre els anys 97/99 i 105/107. L'Annuario Pontificio atorga al seu mandat el període del 97–105 per convenció. Com a bisbe de Roma, l'Església Catòlica el considera papa, però aquest títol no va ser adoptat fins a més tard i Evarist probablement no fou més que un prevere o un líder destacat de l'església. En el seu període, la jerarquia eclesiàstica no estava marcada i el bisbe de Roma no n'era la màxima autoritat. Tot i així, va regnar en una nova època, durant la qual progressivament van augmentar els fidels cristians provinents del paganisme, més que no pas des del judaisme.
Va ser venerat com a sant. La seva festivitat era el 26 d'octubre, però aquesta commemoració va desaparèixer del calendari festiu romà el 1969. Es va adduir la falsedat del seu martiri, atribuït sense cap mena de fonament històric i ni tan sols l'existència de cap llegenda hagiogràfica.

## Biografia

### Orígens
No hi ha gaires dades biogràfiques d'Evarist, l'única font és el Liber Pontificalis. Diu que Evarist era d'origen grec, concretament nascut a la ciutat d'Antioquia, fill d'un jueu anomenat Judà, originari de Betlem. Més tard es va convertir al cristianisme i, després, es va traslladar a la ciutat de Roma.
El seu nom és d'origen grec, Eυάριστος, seguint la tradició de portar un nom grec, un fet que es repeteix en molts altres casos en els primers bisbes de Roma. El nom té diversos significats, com «apropiat per complaure», «servicial» i «bo entre els millors». D'altra banda, malgrat que és més conegut com a Evarist, hi ha una altra forma citada en el Catàleg Liberià, que l'anomena Aristus o Aristos (Ἄριστος). El significat de la qual és ‘selecte’.

### Pontificat

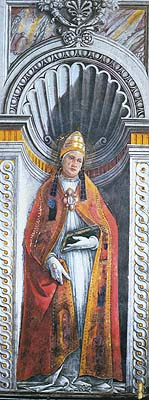
Retrat d'Evarist a la Capella Sixtina (1481), obra de Sandro Botticelli.

Evarist és el primer bisbe de Roma, teòricament, a partir del qual no hi ha confusions d'ordre a la llista de successió episcopal, ni tampoc hi ha duplicacions, com succeeix en el cas d'Anaclet. Per tant, a partir d'ell, les llistes dels autors antics segueixen el mateix ordre successori. En els catàlegs papals del segle ii, emprats per Ireneu de Lió i Hipòlit de Roma, apareix com el quart successor de l'apòstol sant Pere. En termes generals, s'acostuma a seguir la llista que va escriure Ireneu, que és de fet un dels autors més antics i fiables, que el fa successor immediat de Climent I, el qual, així mateix, havia succeït Anaclet, identificat per Ireneu com una sola persona.
Pel que fa a la cronologia, se li atribueix generalment un pontificat de vuit anys, que cobreix el final del segle i i el tombant del segle ii. Les dates concretes són aproximades, segons les variacions de les fonts antigues, i són situades entre els anys 98/99 i 106/107, dates aproximades de la seva mort. Així, per exemple, Eusebi de Cesarea diu que va regnar entre el 99 al 108, afirmant que va iniciar el seu mandat el tercer any del regnat de l'emperador Trajà. Eusebi es diferencia del Catàleg Liberià i altres catàlegs romans posteriors, i també d'Agustí d'Hipona i d'Optat de Milevi, que li atorguen un pontificat de tretze anys, del 96 al 108. El catàleg oficial de la Santa Seu, l'Annuario Pontificio, estableix el seu pontificat, per convenció, entre el 97 i el 105.
A pesar de la disparitat d'opinions, el pontificat d'Evarist se situa o bé a finals o poc després de la persecució de Domicià, que va finalitzar l'any 96. L'Església, que encara vivia a l'ombra de l'Imperi Romà i acabava de passar un primer segle d'història marcat per les persecucions de Neró (64) i de Domicià (81-96), tot i que la darrera es creu que no va ser una persecució contra el cristianisme pròpiament dita. Evarist coincideix amb l'entrada a una nova etapa històrica coneguda com a era postapostòlica (100-140), que abasta el període des de la mort de l'apòstol Joan fins al regnat de Constantí el Gran. No obstant això, hi ha autors, com Philip Schaff, que consideren que aquest període no tenia gaires diferències amb l'anterior. L'Església i els seus líders eren encara de marcada tradició grega, però són uns anys en què es produeix un augment dels conversos procedents des del paganisme coneguts com a «gentils», fet que va significar el declivi dels elements d'arrel jueva i l'expansió de l'element llatí. Es va millorar l'organització interna de l'Església, alhora que augmentaven les expectatives mil·lenaristes i cada vegada hi havia més cristians que morien màrtirs. No obstant això, els canvis experimentats per l'Església romana en consonància amb la resta del món cristià, van ser menys intensos que els viscuts en ciutats més destacades en intel·lectualitat cristiana com Antioquia o Esmirna. A més, el govern imperial romà va prendre consciència en veure's afectat per l'existència d'aquesta religió i el seu creixement, i es va crear una corrent d'opinió pública en contra dels cristians i de l'Església.
La majoria de catàlegs antics esmenten Evarist com a cap de l'església romana, com a successor o bé d'Anaclet o de Climent I, segons l'ordre que es considerés correcte, però no informen de les seves accions al capdavant de la comunitat. En tot cas, com en el cas dels seus predecessors, donar el títol de papa a Evarist és incorrecte, perquè aquest terme no començaria a utilitzar-se per designar la màxima figura de la jerarquia catòlica fins a molts segles més tard. Richard Lipsius va concloure en els seus estudis donar als primers bisbes de Roma la denominació de prevere, o prevere-bisbe per fer-ho més entenedor.
Quant a les disposicions, l'única font que explica algun fet és el Liber Pontificalis, que li atribueix l'assignació de les esglésies definides com a títols de preveres romans i la divisió de la ciutat en set diaconats, el que es coneix avui com parròquia eclesiàstica, instituint els primers diaques. Tanmateix, la institució del diaconat és més tardana i, per tant, l'atribució és falsa. Probablement fou obra de l'autor del Liber per tal de donar alguna atribució a aquest papa. Finalment, el Liber també comenta que va ordenar sis sacerdots, cinc bisbes i dos diaques.
Se li atribueixen quatres epístoles falses dins de les decretals pseudoisidorianes, entre les quals hi ha una carta als egipcis i una altra sobre la figura de Crist com a cap i nuvi de l'Església.

### Mort
La seva mort s'acostuma a situar al 106 o 107. Segons el Liber Pontificalis, va ser enterrat al turó Vaticà, pròxim a la tomba de sant Pere. És l'única dada mínimament fiable que dona el Liber, perquè els primers bisbes es van enterrar sempre a prop de la tomba de sant Pere. Aquesta obra també diu que Evarist va morir màrtir. No obstant això, el martiri d'Evarist no està històricament comprovat i, de fet, ni tan sols està basat en cap mena de tradició hagiogràfica. El seu nom apareix a la llista de bisbes romans del Martirologi Jeronimià, el dia 23 de desembre. Aquesta commemoració es va canviar al 27 d'octubre en el Martirologi d'Adonis, i més tard va ser col·locada al 26 d'octubre en el Martirologi Romà. Tanmateix, la festivitat no va ser inclosa en el santoral el 1969, perquè la tradició de la seva mort i el seu caire de màrtir no tenia fonaments.
Una tradició local de Nàpols diu que va ser enterrat a la zona on avui hi ha l'església de Santa Maria la Maggiore della Pietrasanta, i que, segons la llegenda, hi havia una pedra que, en ser besada, donava la indulgència.